# Operclipygus subplicatus
Operclipygus subplicatus är en skalbaggsart som först beskrevs av Schmidt 1893.  Operclipygus subplicatus ingår i släktet Operclipygus och familjen stumpbaggar. Inga underarter finns listade i Catalogue of Life.